# Simon Luttichuys

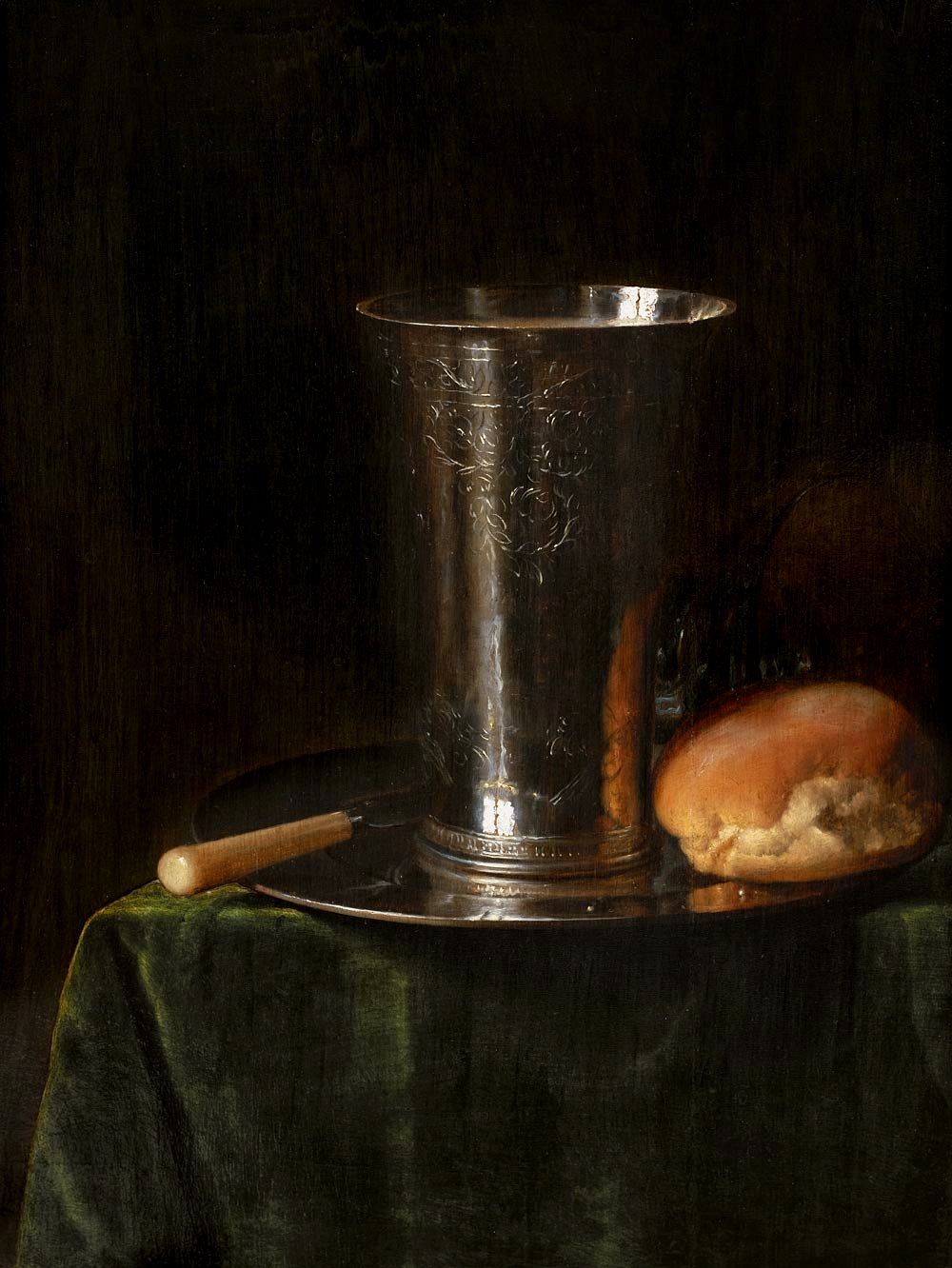
Stilleven met metalen beker en liggende roemer op een tafel

Simon Luttichuys (Londen, 1610 - Amsterdam, 1661) was een Nederlands kunstschilder uit de Gouden Eeuw. Hij vervaardigde portretten en vooral stillevens.
Luttichuys werd in Londen gedoopt op 6 maart 1610. Hij was de oudere broer van de eveneens in Londen geboren portret- en stillevenschilder Isaack Luttichuys (1616 - 1673). De beide broers werkten aanvankelijk in Londen. Simon zou hier, onder de naam Simon Littlehouse, een portret hebben gemaakt van bisschop Thomas Morton van St. John's College in Cambridge en mogelijk ook een van Karel II, maar het zijn de stillevens waardoor hij naam heeft gemaakt.
De broers trokken uiteindelijk naar Amsterdam, waar Simon in elk geval in 1649 vertoefde. Hij trouwde er met een Engelse vrouw in 1655. De stillevenschilder Willem Kalf was een navolger van Luttichuys.
Simon Luttichuys werd op 16 november 1661 begraven in Amsterdam.